# Печ-Баранья
Печ-Баранья (угор. Pécs-Baranya) — професіональний угорський футбольний клуб з міста Печ. Клуб провів два сезонів у вищому футбольному дивізіоні Угорщини.

## Історія клубу
Футбольний клуб «Печ-Баранья» був утворений на хвилі введення професіоналізму в угорському футболі внаслідок злиття клубів «Печ» АК і «Печ» СК. 
Клуб починав виступи в третьому дивізіоні, але за два роки піднявся до елітного. Дебют відбувся в сезоні 1929-30, який «Печ-Баранья» завершив на 9 місці. Уже  наступному році команда зайняла останнє місце і вилетіла в Лігу 2.
1 травня 1930 року футболіст клубу Йожеф Кауцький зіграв у складі збірної Угорщини. Цей матч залишився єдиним в збірній в кар’єрі гравця, і єдиним для клубу. 
В 1935 році відбулось злиття клубу «Печ-Баранья» з клубом «Шомогі». 

## Виступи в чемпіонаті Угорщини
| Сезон   | Ліга                             | Клас | Місце | Кількість команд | Очок | Кубок Угорщини |
| ------- | -------------------------------- | ---- | ----- | ---------------- | ---- | -------------- |
| 1927–28 | 2-В Ліга професійного чемпіонату | 3    | 1     | 12               | 35   |                |
| 1928–29 | 2 Ліга професійного чемпіонату   | 2    | 1     | 12               | 39   |                |
| 1929–30 | 1 Ліга професійного чемпіонату   | 1    | 9     | 12               | 17   |                |
| 1930–31 | Професійна 1 Ліга                | 1    | 12    | 12               | 13   |                |
| 1931–32 | Професійна 2 Ліга                | 2    | 11    | 11               | 12   |                |